# 曇徵
曇徵（tán zhēng，朝鮮文：담징）（579年—631年），高句麗僧侶暨畫家。於610年東渡至日本，傳授著色、紙墨、水碓製造及使用技術。俗傳乃奈良縣法隆寺金堂壁畫之作者，但並無文字資料記錄。
《日本書紀》對其有如下記載：
十八年春三月、高麗王貢上僧曇徵·法定。曇徵知五經。且能作彩色及紙墨、並造碾磑。蓋造碾磑、始於是時歟。